# Kamilari
Kamilari (griechisch Καμηλάρι (n. sg.)) ist eine Ortsgemeinschaft auf der Insel Kreta. Sie liegt drei Kilometer südwestlich der Ausgrabungsstätte von Phaistos und gehört als Teil des Gemeindebezirks Tymbaki zur Gemeinde Festos.

## Das Dorf Kamilari
Der Hauptort liegt auf den drei Hügeln Evgora, Goulas und Alevrota und überblickt die Messara-Ebene. Der Ortsteil Metochi liegt nördlich unterhalb in der Ebene, hier soll einst der Seher Epimenides gelebt haben. Haupteinnahmequelle der 379 Einwohner ist der Tourismus. Der Name des Ortes leitet sich von dem byzantinischen Wort Kamilaris (‚Kamelreiter‘, ‚Kameltreiber‘) ab.

## Siedlungen
Zur Ortschaft Kamilari gehören noch die Dörfer
- Agios Ioannis (Άγιος Ιωάννης): 65 Einwohner
- Kalamaki (Καλαμάκι): 106 Einwohner[1]

## Tholos-Grab
Auf einem Hügel in der Flurmark Gligori Korphi ein Kilometer nördlich von Kamilari befindet sich ein minoischer Friedhof. Hier fand man neben einfacheren Gräbern, zwei Tholos-Gräber, wovon eines in schlechtem Erhaltungszustand vorgefunden wurde. Sehenswert ist das gut erhaltene Tholos-Grab mit einem inneren Durchmesser von 7,65 Metern. Es wurde 1957 von dem italienischen Archäologen Doro Levi ausgegraben. Das Grab wurde in der Älteren Palastzeit (Mittelminoisch I B) um 1900 v. Chr. errichtet und zunächst bis Mittelminoisch II verwendet. In der Nachpalastzeit (Spätminoisch III A) wurde das Grab erneut verwendet.

### Aufbau
Vor dem Eingang zum Grab befand sich ein gepflasterter Vorhof, von dem man in einen Korridor gelangte. Zu beiden Seiten des Korridors befanden sich insgesamt vier Räume, die dem Totenkult und als Beinhaus dienten. Von Osten durch einen niedrigen Eingang, der mit der noch vor Ort befindlichen Steinplatte verschlossen werden konnte, betrat man den Tholos. Hier wurden die Leichname der Verstorbenen abgelegt. War der Körper vollständig zerfallen wurden die Knochen ins Beinhaus gebracht, um Platz für weitere Begräbnisse zu schaffen.

### Funde
Der bedeutendste Fund ist ein Tonmodell, das wahrscheinlich vier verstorbene Personen darstellt, denen Opfer dargebracht werden und Einblick in den Totenkult der Minoer gewährt. Außerdem wurden zwei weitere Tonmodelle gefunden, eines zeigt vier Tänzer bei einem Kreisreigen, das andere zwei Priesterinnen an einem Opfertisch. Des Weiteren fand man einen Terrakotta-Sarkophag, Keramik, Siegel und Schmuck.

## Bilder

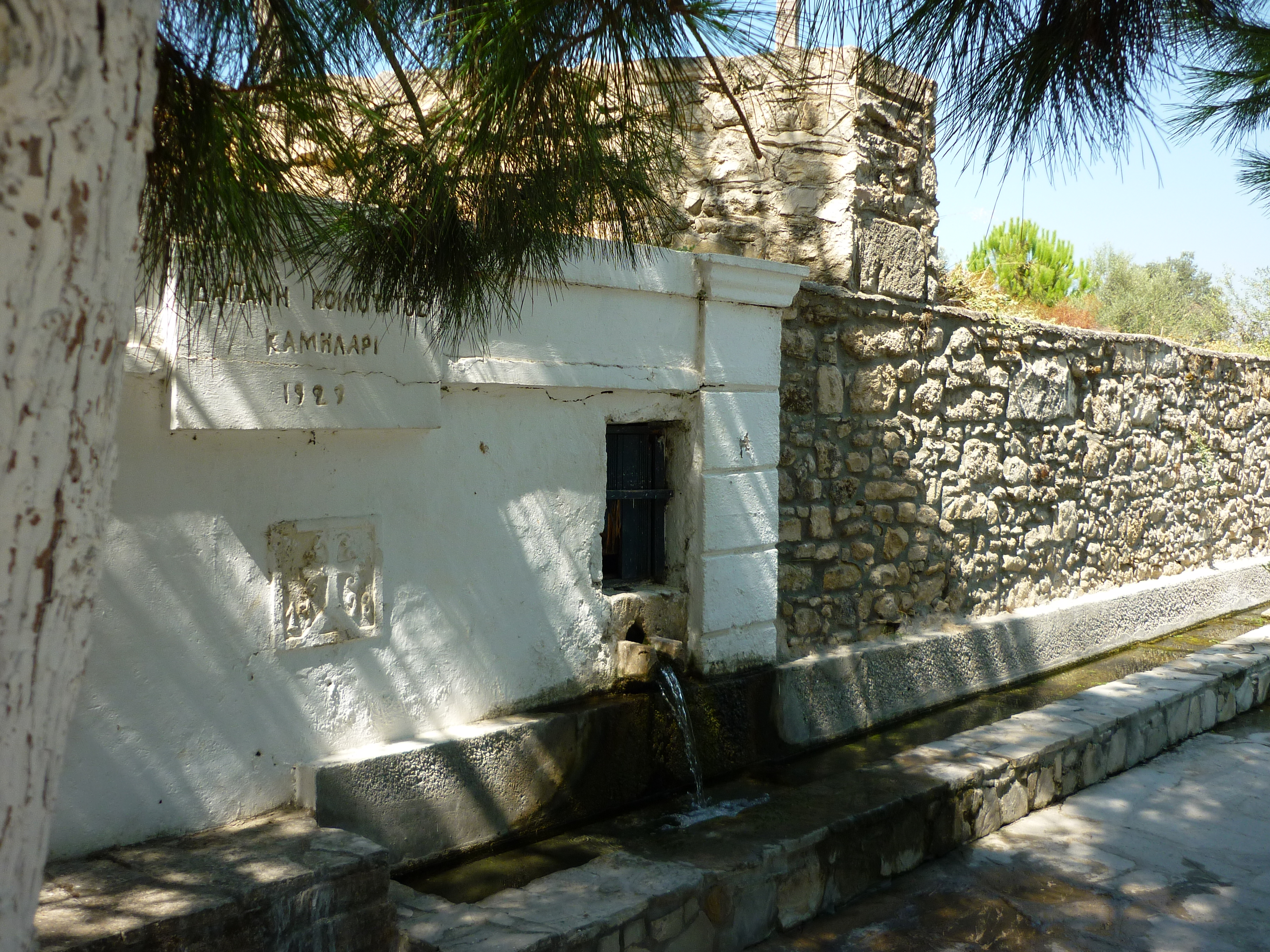
Brunnen in Kamilari, Ortsteil Metochi
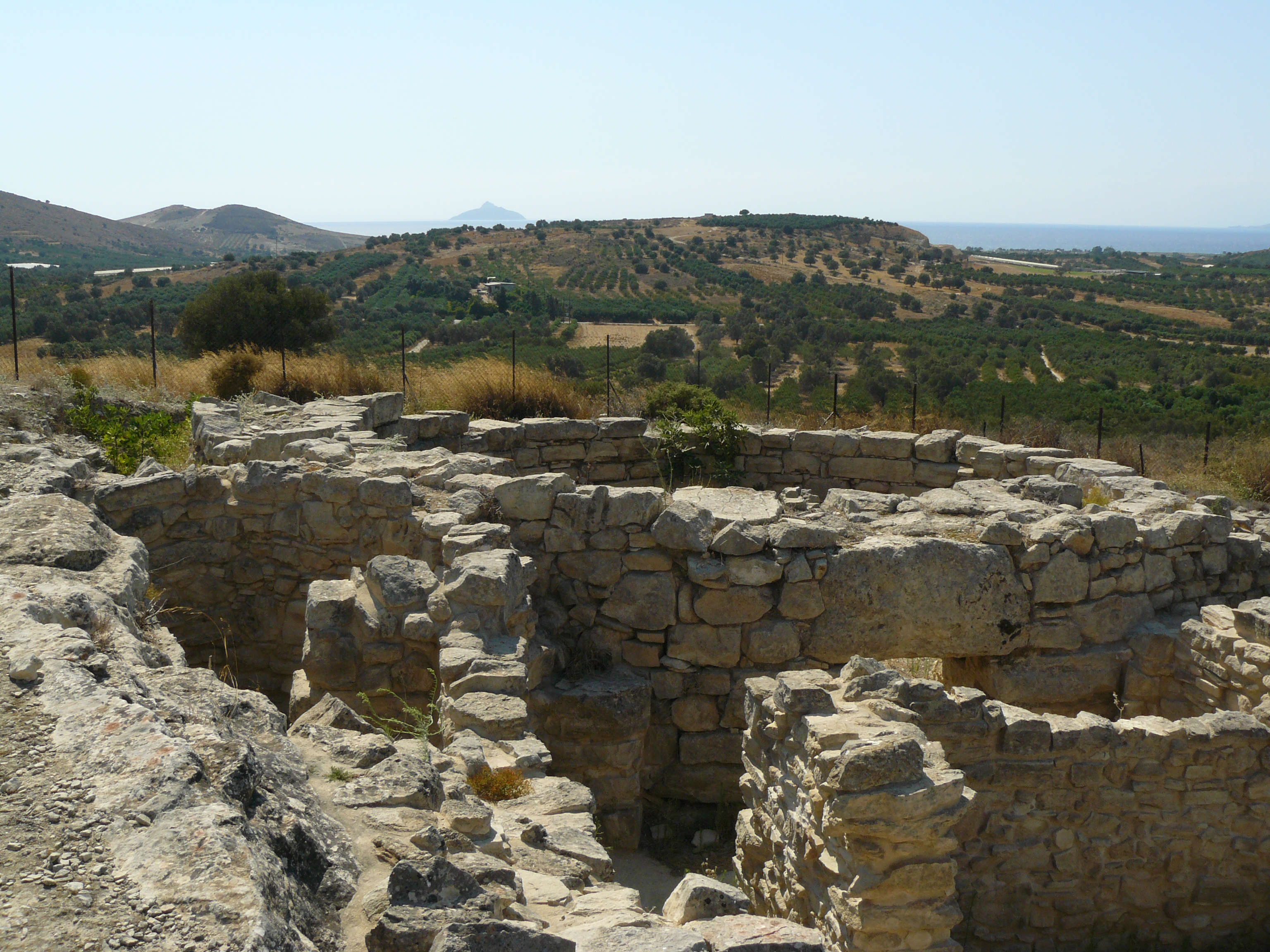
Tholos-Grab bei Kamilari
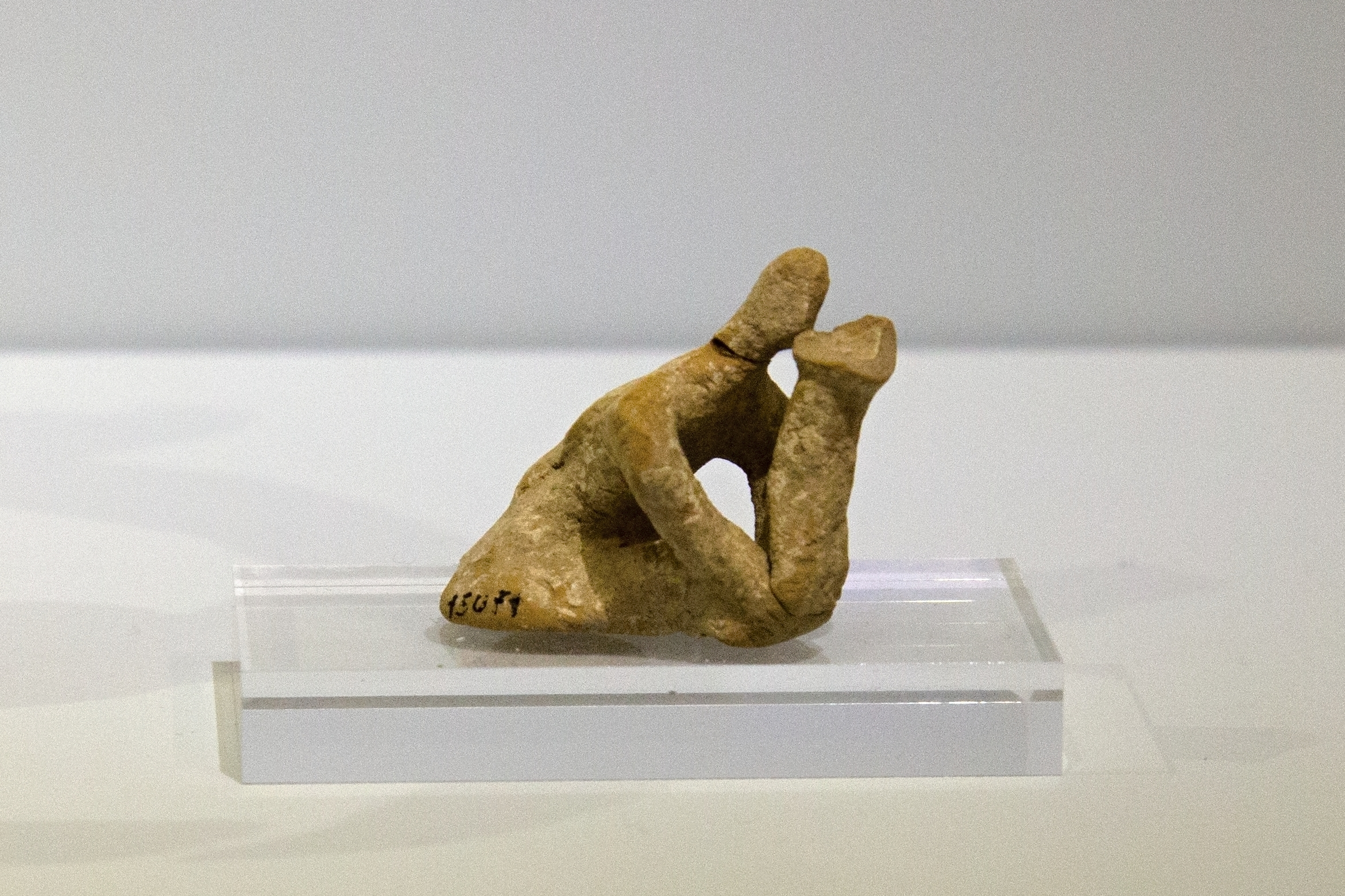
Phalluskult vom Kamilari
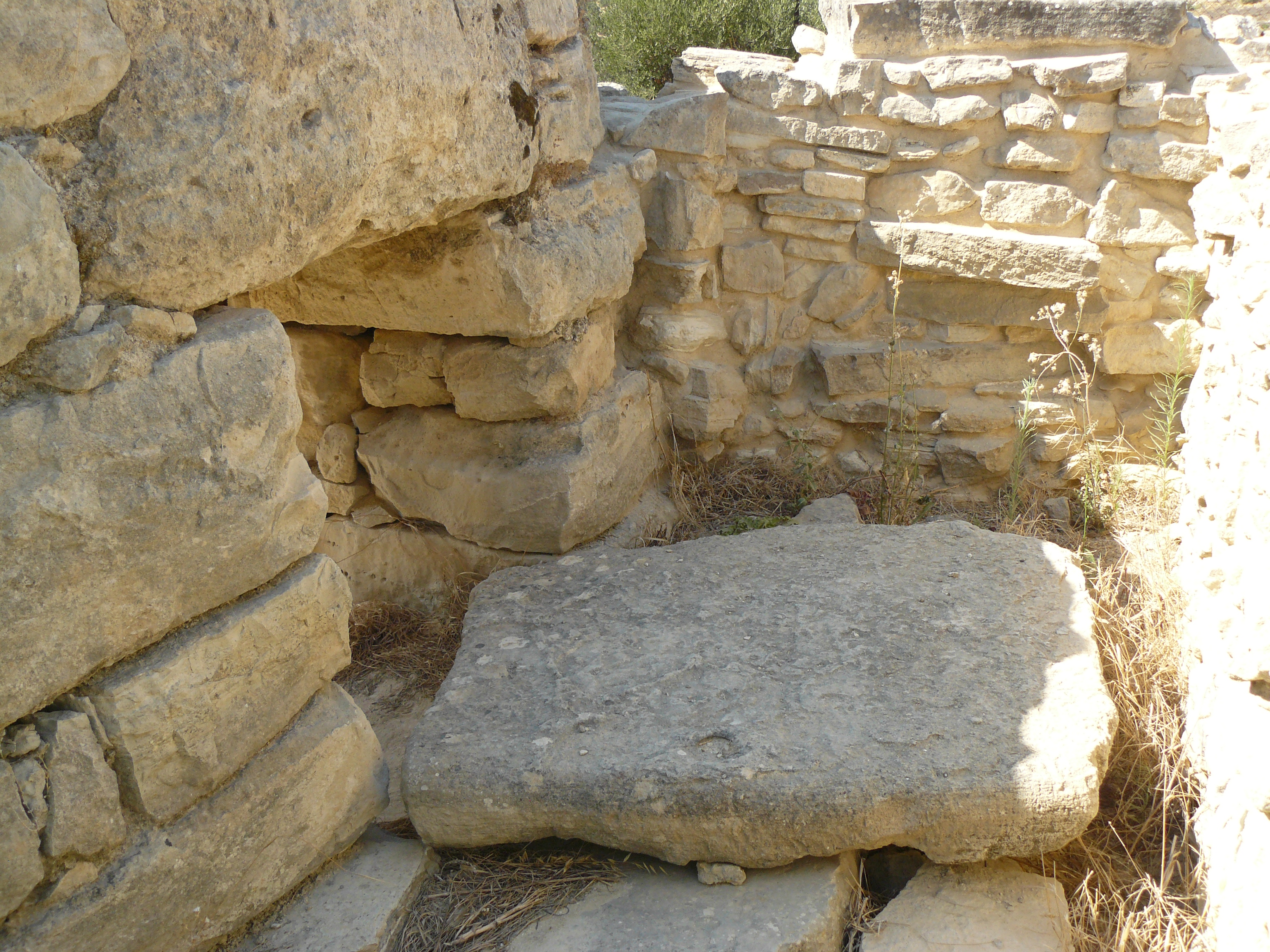
Verschlussstein zum Tholos-Grab
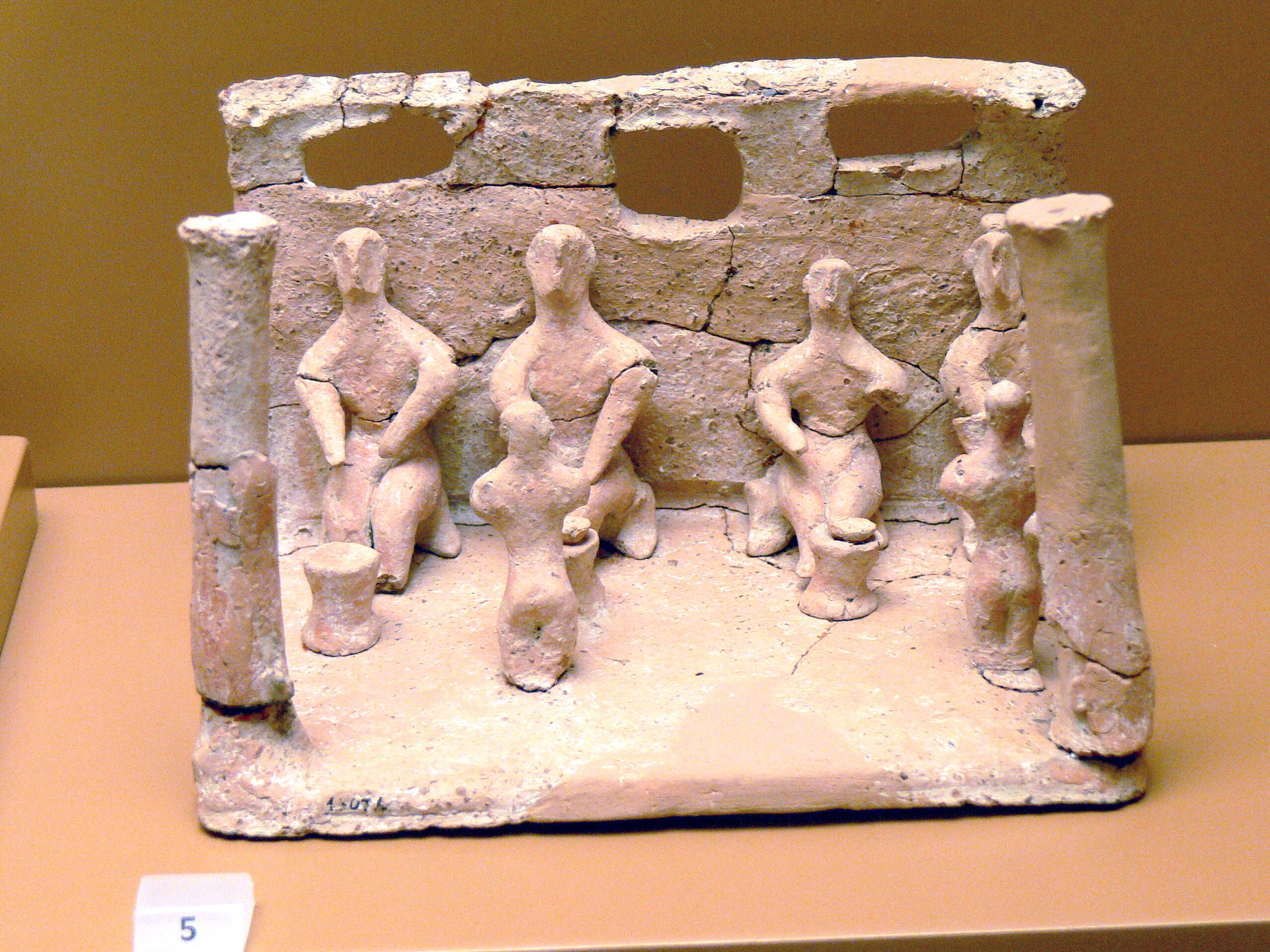
Tonmodell einer minoischen Opferszene aus dem Tholos-Grab, befindet sich heute im Archäologischen Museum Iraklio